# Oscarsgalan 1990
Oscarsgalan 1990 var den 62:a upplagan av Academy Awards som belönade insatser inom film från 1989 och sändes från Dorothy Chandler Pavilion i Los Angeles den 26 mars 1990. Årets värd var skådespelaren Billy Crystal för första gången.

## Vinnare och nominerade
Vinnarna listas i fetstil.
| Bästa film | Bästa regi |
| --- | --- |

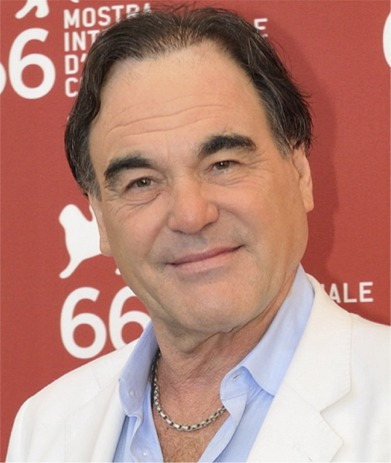
Oliver Stone
Bästa regi

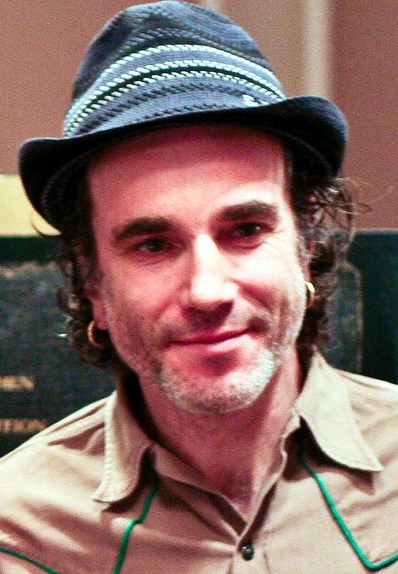
Daniel Day-Lewis
Bästa manliga huvudroll

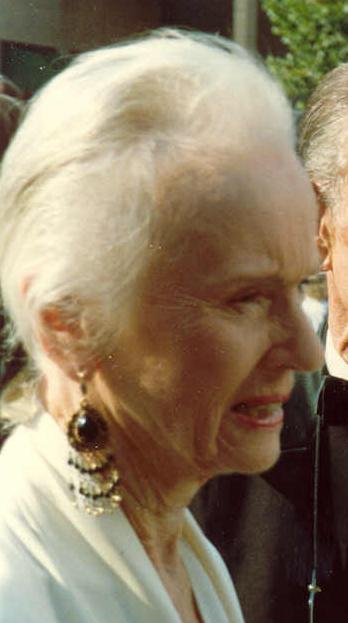
Jessica Tandy
Bästa kvinnliga huvudroll

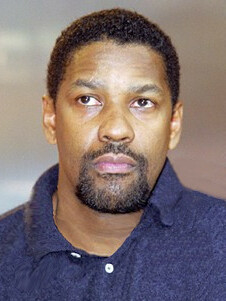
Denzel Washington
Bästa manliga biroll

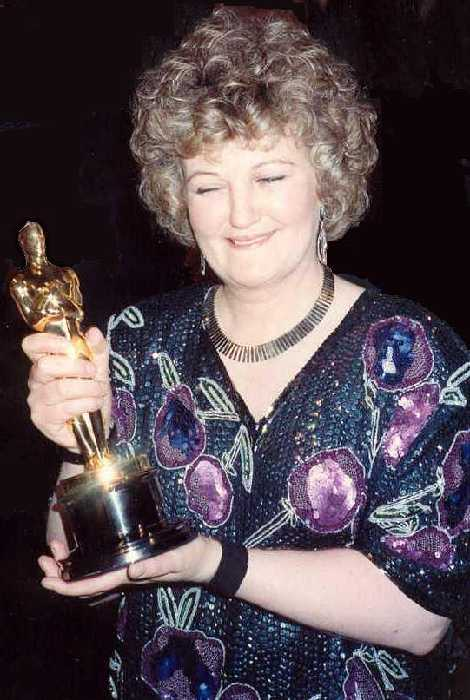
Brenda Fricker
Bästa kvinnliga biroll

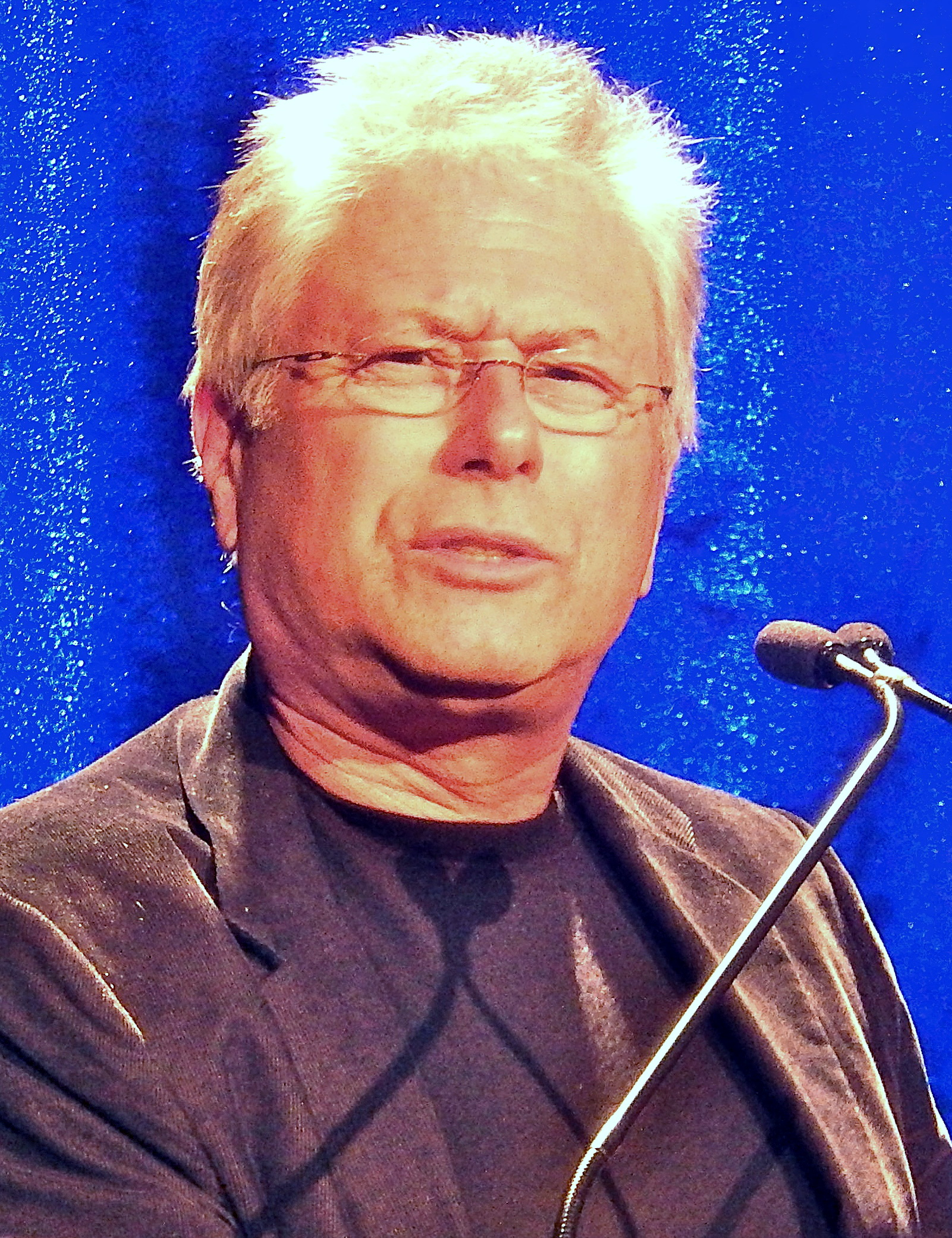
Alan Menken
Bästa filmmusik och Bästa sång

| - På väg med miss Daisy – Richard D. Zanuck och Lili Fini Zanuck - Född den fjärde juli – A. Kitman Ho och Oliver Stone - Döda poeters sällskap – Steven Haft, Paul Junger Witt och Tony Thomas - Drömmarnas fält – Lawrence Gordon och Charles Gordon - Min vänstra fot – Noel Pearson                                                 | - Oliver Stone – Född den fjärde juli - Woody Allen – Små och stora brott - Kenneth Branagh – Henrik V - Jim Sheridan – Min vänstra fot - Peter Weir – Döda poeters sällskap |
| Bästa manliga huvudroll | Bästa kvinnliga huvudroll |
| - Daniel Day-Lewis – Min vänstra fot - Kenneth Branagh – Henrik V - Tom Cruise – Född den fjärde juli - Morgan Freeman – På väg med miss Daisy - Robin Williams – Döda poeters sällskap | - Jessica Tandy – På väg med miss Daisy - Isabelle Adjani – Camille Claudel - Pauline Collins – Shirley Valentine - Jessica Lange – Music Box - skuggor ur det förflutna - Michelle Pfeiffer – De fantastiska Baker Boys |
| Bästa manliga biroll | Bästa kvinnliga biroll |
| - Denzel Washington – Ärans män - Danny Aiello – Do the Right Thing - Dan Aykroyd – På väg med miss Daisy - Marlon Brando – En torr vit årstid - Martin Landau – Små och stora brott | - Brenda Fricker – Min vänstra fot - Anjelica Huston – Fiender, en berättelse om kärlek - Lena Olin – Fiender, en berättelse om kärlek - Julia Roberts – Blommor av stål - Dianne Wiest – Föräldraskap |
| Bästa originalmanus | Bästa manus efter förlaga |
| - Döda poeters sällskap – Tom Schulman - Små och stora brott – Woody Allen - Do the Right Thing – Spike Lee - Sex, lögner och videoband – Steven Soderbergh - När Harry träffade Sally... – Nora Ephron | - På väg med miss Daisy – Alfred Uhry - Född den fjärde juli – Oliver Stone och Ron Kovic - Fiender, en berättelse om kärlek – Roger L. Simon och Paul Mazursky - Drömmarnas fält – Phil Alden Robinson - Min vänstra fot – Jim Sheridan och Shane Connaughton |
| Bästa icke-engelskspråkiga film | |
| - Cinema Paradiso (Italien) - Camille Claudel (Frankrike) - Jesus från Montreal (Kanada) - Lo que le Pasó a Santiago (Puerto Rico) - Dansen med Regitze (Danmark) | |
| Bästa dokumentär | Bästa kortfilmsdokumentär |
| - Det ständiga hotet: AIDS – Rob Epstein och Bill Couturié - Adam Clayton Powell – Richard Kilberg och Yvonne Smith - Crack USA: County Under Siege – Vince DiPersio och Bill Guttentag - Erövringen av rymden – Al Reinert och Betsy Broyles Breier - Super Chief: The Life and Legacy of Earl Warren – Judith Leonard och Bill Jersey | - The Johnstown Flood – Charles Guggenheim - Fine Food, Fine Pastries, Open 6 to 9 – David Petersen - Yad Vashem: Preserving the Past to Ensure the Future – Ray Errol Fox |
| Bästa kortfilm | Bästa animerade kortfilm |
| - Work Experience – James Hendrie - Amazon Diary – Robert Nixon - The Child Eater – Jonathan Tammuz | - Balance – Christoph Lauenstein och Wolfgang Lauenstein - Korova – Aleksandr Petrov - The Hill Farm – Mark Baker |
| Bästa filmmusik | Bästa sång |
| - Den lilla sjöjungfrun – Alan Menken - Född den fjärde juli – John Williams - De fantastiska Baker Boys – Dave Grusin - Drömmarnas fält – James Horner - Indiana Jones och det sista korståget – John Williams | - "Under the Sea" från Den lilla sjöjungfrun – Musik av Alan Menken; Text av Howard Ashman - "After All" från I sjunde himlen – Musik av Tom Snow; Text av Dean Pitchford - "The Girl Who Used to Be Me" från Shirley Valentine – Musik av Marvin Hamlisch; Text av Alan Bergman och Marilyn Bergman - "I Love to See You Smile" från Föräldraskap – Musik och Text av Randy Newman - "Kiss the Girl" från Den lilla sjöjungfrun – Musik av Alan Menken; Text av Howard Ashman |
| Bästa ljudredigering | Bästa ljud |
| - Indiana Jones och det sista korståget – Ben Burtt och Richard Hymns - Black Rain – Milton C. Burrow och William L. Manger - Dödligt vapen 2 – Robert G. Henderson och Alan Robert Murray | - Ärans män – Donald O. Mitchell, Gregg Rudloff, Elliot Tyson och Russell Williams II - Avgrunden – Don J. Bassman, Kevin F. Cleary, Richard Overton och Lee Orloff - Black Rain – Donald O. Mitchell, Kevin O'Connell, Greg P. Russell och Keith A. Wester - Född den fjärde juli – Michael Minkler, Gregory H. Watkins, Wylie Stateman och Tod A. Maitland - Indiana Jones och det sista korståget – Ben Burtt, Gary Summers, Shawn Murphy och Tony Dawe                     |
| Bästa scenografi | Bästa foto |
| - Batman – Anton Furst och Peter Young - Avgrunden – Leslie Dilley och Anne Kuljian - Baron Münchausens äventyr – Dante Ferretti och Francesca Lo Schiavo - På väg med miss Daisy – Bruno Rubeo och Crispian Sallis - Ärans män – Norman Garwood och Garrett Lewis                                                                      | - Ärans män – Freddie Francis - Avgrunden – Mikael Salomon - Blaze – Haskell Wexler - Född den fjärde juli – Robert Richardson - De fantastiska Baker Boys – Michael Ballhaus |
| Bästa smink | Bästa kostym |
| - På väg med miss Daisy – Manlio Rocchetti, Lynn Barber och Kevin Haney - Baron Münchausens äventyr – Maggie Weston och Fabrizio Sforza - Dad – Dick Smith, Ken Diaz och Greg Nelson | - Henrik V – Phyllis Dalton - Baron Münchausens äventyr – Gabriella Pescucci - På väg med miss Daisy – Elizabeth McBride - Harlem Nights – Joe I. Tompkins - Valmont – Theodor Pistek |
| Bästa klippning | Bästa specialeffekter |
| - Född den fjärde juli – David Brenner och Joe Hutshing - Björnen – Noëlle Boisson - På väg med miss Daisy – Mark Warner - De fantastiska Baker Boys – William Steinkamp - Ärans män – Steven Rosenblum | - Avgrunden – Hoyt Yeatman, Dennis Muren, John Bruno och Dennis Skotak - Baron Münchausens äventyr – Richard Conway och Kent Houston - Tillbaka till framtiden del II – Ken Ralston, Michael Lantieri, John Bell och Steve Gawley |

### Heders-Oscar
- Akira Kurosawa

### Jean Hersholt Humanitarian Award
- Howard W. Koch

### Filmer med flera nomineringar
- 9 nomineringar: På väg med miss Daisy
- 8 nomineringar: Född den fjärde juli
- 5 nomineringar: Min vänstra fot och Ärans män
- 4 nomineringar: Avgrunden, Baron Münchausens äventyr, De fantastiska Baker Boys och Döda poeters sällskap
- 3 nomineringar: Den lilla sjöjungfrun, Drömmarnas fält, Fiender, en berättelse om kärlek, Henrik V, Indiana Jones och det sista korståget och Små och stora brott
- 2 nomineringar: Black Rain, Camille Claudel, Do the Right Thing, Föräldraskap och Shirley Valentine

### Filmer med flera vinster
- 4 vinster: På väg med miss Daisy
- 3 vinster: Ärans män
- 2 vinster: Den lilla sjöjungfrun, Född den fjärde juli och Min vänstra fot

### Sveriges bidrag
Sverige skickade in Kvinnorna på taket till galan som det svenska bidraget för priset i kategorin Bästa icke-engelskspråkiga film. Den blev inte nominerad.